# Zbylut Grzywacz
Zbylut Franciszek Grzywacz (sinh ngày 4 tháng 6 năm 1939 - mất ngày 16 tháng 7 năm 2004) là một họa sĩ, nhà điêu khắc, nhà thiết kế đồ họa người Ba Lan. Ông từng là một giáo sư của Học viện Mỹ thuật ở Kraków. Zbylut Grzywacz là tác giả của nhiều bức tranh đang nằm trong các bộ sưu tập thường trực của Bảo tàng Quốc gia ở Kraków, Warsaw, Poznań, Gdańsk và Wrocław. Tác phẩm của Zbylut Grzywacz được trưng bày trong hơn một trăm cuộc triển lãm nghệ thuật ở Ba Lan và quốc tế, trong đó có khoảng 40 cuộc triển lãm cá nhân.

## Sự nghiệp
Zbylut Grzywacz học hội họa tại Học viện Mỹ thuật ở Kraków và nhận bằng thạc sĩ ngành Emil Krcha atelier vào năm 1963. Ông làm trợ giảng tại Khoa Hội họa của học viện này từ năm 1972 và đến năm 1991 trở thành một giáo sư tại đây. Sau khi bị cầm tù trong thời gian thiết quân luật năm 1981, Zbylut Grzywacz tích cực ủng hộ phong trào bất đồng chính kiến ở Ba Lan cộng sản trước cuộc Cách mạng năm 1989.

## Sê-ri tranh tiêu biểu
- 1965-69 - Orantki, świadkowie, mówcy, padający (Oracles, Witnesses, Speakers, and the Falling)
- 1966-67 - Utrwalone (Preserved), phù điêu
- 1971-75 - Człowiek bez jakości (Man without quality), tranh và lắp ráp
- 1970-75 - Lalki (Dolls)
- 1971-79 - Opuszczona (Abandoned)
- 1974-79 - Domy (Homes)
- 1976-81 - Cykl wołowy (Beef series)
- 1982-88 - Dwoje (The Two)
- 1982-86 - Kolejka (The Lineup)
- 1987-93 - Oddalona (Distant She)
- 1994 - 9 obrazów (9 Paintings)